# Jean-Marie Houdoux
Jean-Marie Houdoux, né le 31 mai 1930 à Melun et mort à Toulon le 11 octobre 2014, est un concepteur et producteur d'émissions de radio français.

## Biographie
Pendant la Seconde Guerre mondiale, il est élève du collège de l'Immaculée-Conception de Laval, où sans qu'il le sache, un groupe de 12 enfants juifs dont fait partie Sacha Distel est caché des nazis par l'économe de l'établissement, l'abbé Constant Domaigné, résistant qui fut déporté à Mauthausen.
Selon son livre de souvenirs, il a collaboré avec des figures historiques de la radio, sur les ondes de l'ORTF (France Inter), d'Europe 1, de RTL : José Artur, Jean-Jacques Vital, Jacques Antoine, Louis Merlin, Pierre Delanoë, Lucien Morisse, Pierre Bellemare, Roland Dhordain.
Louis Bozon, Jacques Chancel, Philippe Labro, Yves Mourousi, Patrick Poivre d'Arvor, Gérard Klein eurent leurs premiers succès à la radio dans ses émissions.
En 1981, il est nommé directeur de la promotion et des opérations exceptionnelles de Radio France. Il initie notamment des expositions internationales, des festivals de musique comme celui de Radio France à Montpellier. Il développe également la présence de Radio France au festival de Cannes.

## Émissions produites
- Le Pop-Club présenté par José Artur
- Radioscopie présentée par Jacques Chancel sur France Inter de 1968 à 1990